# Qui gouverne ?
Qui gouverne ? : Démocratie et pouvoir dans une ville américaine, souvent abrégé en Qui Gouverne ? (Who Governs? en anglais) est un ouvrage de science politique du politologue américain Robert Dahl. Il est publié en 1961 par la Yale University Press. Il s'agit d'une étude de cas sur le pouvoir et la représentation politiques à New Haven dans le Connecticut. Il est considéré comme l'un des plus grands ouvrages de science politique empirique du XXe siècle[réf. nécessaire].
Contenu
Qui gouverne ? est la question à laquelle répond Dahl en tant que leader de l'approche pluraliste de la politique : il soutient que de nombreux groupes d'intérêts se font concurrence dans la sphère politique, le rôle du gouvernement étant d'agir comme médiateur entre les différents groupes. La question centrale que pose Dahl est qui gouverne réellement dans un système où chaque citoyen peut voter mais où les connaissances, la richesse, la position sociale, l'accès aux postes de fonctionnaires ainsi qu'à d'autres ressources sont inégalement répartis ?
L'auteur soutient notamment que la ville de New Haven est une communauté démocratique, où la plupart des habitants ont le droit de voter. Cependant, il existe une répartition inégale des ressources qui peuvent être utilisées pour influencer les électeurs. Dahl y apporte trois explications possibles :
1. Les partis concurrents gouvernent avec le consentement des électeurs par le biais d'élections compétitives.
2. Les groupes d'intérêt gouvernent.
3. Sous la façade de la démocratie, c'est en réalité l'élite qui gouverne.

L'auteur critique ces théories, puisqu'aucune d'elles n'est capable de reconnaitre entièrement le pouvoir des dirigeants. Il propose que, dans une démocratie, les masses et les dirigeants gouvernent ensemble.
Qui gouverne ? est une contribution influente à la recherche sur le concept de pouvoir,. Dahl conceptualise le pouvoir comme la capacité d'un individu X à imposer quelque chose à l'individu Y, que ce même individu ne ferait pas autrement.
Critiques
Peter Bachrach et Morton S. Baratz ont critiqué la vision de Dahl du pouvoir, arguant qu'il omettait les pouvoirs de l'agenda politique ainsi que de veto,.
Steven Lukes a ajouté que le pouvoir pouvait également impliquer que X influence Y dans la mesure où les préférences de Y sont modifiées pour être cohérentes avec les préférences de X.